# 76 (album của Armin van Buuren)
76 là album phòng thu đầu tay của nhà sản xuất trance Hà Lan và DJ Armin van Buuren. Nó được phát hành vào ngày 23 Tháng 9 năm 2003.

## Danh sách bài hát
| STT | Nhan đề                                                         | Sáng tác                      | Thời lượng |
| --- | --------------------------------------------------------------- | ----------------------------- | ---------- |
| 1.  | "Prodemium"                                                     | Armin van Buuren              | 2:05       |
| 2.  | "Precious"                                                      | Jan C.V.P                     | 6:58       |
| 3.  | "Yet Another Day" (hợp tác với Ray Wilson)                      | Armin van Buuren Ray Wilson   | 5:24       |
| 4.  | "Burned with Desire" (hợp tác với Justine Suissa)               | van Buuren Justine Suissa     | 5:53       |
| 5.  | "Blue Fear 2003"                                                | van Buuren                    | 7:33       |
| 6.  | "From the Heart" (hợp tác với System F)                         | van Buuren Ferry Corsten      | 7:30       |
| 7.  | "Never Wanted This" (hợp tác với Justine Suissa)                | van Buuren Justine Suissa     | 4:53       |
| 8.  | "Astronauts"                                                    | van Buuren                    | 5:36       |
| 9.  | "Stay" (hợp tác với Krezip)                                     | van Buuren Jacqueline Govaert | 5:08       |
| 10. | "Wait for You (Song for the Ocean)" (hợp tác với Victoria Horn) | van Buuren Victoria Horn      | 7:12       |
| 11. | "Sunburn"                                                       | van Buuren                    | 6:16       |
| 12. | "Communication"                                                 | van Buuren                    | 4:16       |
| 13. | "Slipstream" (hợp tác với Airwave)                              | van Buuren L-Vee              | 7:07       |

## Bảng xếp hạng
| BXH (2003)                   | vị trí cao nhất |
| ---------------------------- | --------------- |
| Album Hà Lan (Album Top 100) | 38              |